# Musica reservata
Nell'ambito della storia della musica, musica reservata (anche musica secreta), è uno stile e una prassi esecutiva nella musica a cappella vocale della seconda metà del XVI secolo, principalmente in voga in Italia e nella Germania meridionale, contraddistinto da raffinatezza, esclusività e intensa espressione emotiva del testo cantato. L'espressione è apparsa per la prima volta nel Compendium musices nel 1552 ad opera di Adrianus Petit Coclico.

## Descrizione
L'esatto significato è ancora questione di dibattito tra i musicologi. Malgrado alcune delle fonti siano tra loro contraddittorie, quattro aspetti sembrano chiari:
1. la musica reservata prevede uso di progressioni cromatiche e di una voce portante, un modo di comporre che diventerà di moda attorno al 1550 nei madrigali e nei mottetti;
2. si evolse in una prassi esecutiva, con ornamentazioni estemporanee o altri metodi che influenzavano lo stato emotivo;
3. uso sistematico del madrigalismo, vale a dire di figure musicali particolari e riconoscibili per dare risalto a parole specifiche del testo;
4. era concepito per essere eseguito e apprezzato da piccoli gruppi di intenditori (reservata per purgatissime orecchie).

## Maggiori compositori
I principali compositori della musica reservata sono Nicola Vicentino, che ha descritto lo stile nel suo "L'antica musica ridotta alla moderna prattica" (1555), Philippe de Monte, il prolifico compositore di madrigali che ha lavorato principalmente a Vienna, e, soprattutto, Orlando di Lasso, famoso e versatile compositore che lavorò a Monaco di Baviera e il cui Prophetiae Sibyllarum, scritto probabilmente nel 1560, potrebbe rappresentare l'apice dello sviluppo dello stile. La progressione di accordi con la quale ha inizio il Sibyllarum Prophetiae è dura anche per orecchie abituate alla musica del XX secolo: gli accordi di apertura sono do maggiore - sol maggiore - si maggiore - do# minore - mi maggiore - fa# minore, tutti in posizione fondamentale, sul testo Carmina chromatico quae audis modulata tenore - "Le canzoni che udrai sono musicate su tenor cromatico".

## Stile
Lo stile della musica reservata, con la sua grande raffinatezza, uno stile compositivo ed esecutivo manieristico che si rivolge a un pubblico ricercato, ricorda sia la ars subtilior del gruppo di Avignone dei compositori del tardo XIV secolo e forse anche alcune delle avanguardie contemporanee di musica classica del tardo XX secolo. Lo stile può anche essere paragonato ai madrigali cromatici del compositore italiano Carlo Gesualdo e a mottetti che vedranno la luce qualche decennio più tardi.